# Corydalis heteropetala
Corydalis heteropetala är en vallmoväxtart. Corydalis heteropetala ingår i släktet nunneörter, och familjen vallmoväxter.

## Underarter
Arten delas in i följande underarter:
- C. h. angusticalcarea
- C. h. bayerniana
- C. h. grandiflora
- C. h. heteropetala